# Giovane Gávio
Giovane Gávio, född 7 september 1970 i Juiz de Fora, är en brasiliansk före detta volleybollspelare. Gávio blev olympisk guldmedaljör i volleyboll vid sommarspelen 1992 i Barcelona.